# 有限环
在数学，特别是抽象代数，有限环（Finite ring）是一个环（不一定有乘法的单位元）元素的数量有限的环。每一个有限域是有限环的一个特例，每一个有限环的加法群，是一个有限阿贝尔群，有限环的概念是比较新的。
1964年在《美国数学月刊》上，大衛·辛馬斯特（David Singmaster）提出了以下问题：「（1）不是域的非平凡有单位元环有何种结构，已经找出两个这种四阶环，还有不同的四阶环吗？（2）四阶环有多少？」
一个解决方案由D.M. 布魯姆（D.M. Bloom）在《美国数学月刊》（71:919-20）证明，得出结论：有11个四阶环，其中四个有乘法单位元。事实上，四阶环种类多少介绍了问题的复杂性，在四阶群的一类四阶循环群C4上有三种四阶环，在在四阶群的另一类克莱因四元群上有八种四阶环。
在同一杂志《美国数学月刊》（75:512-14）的由K.艾爾德瑞志（K. Eldrige）在1968年对有限环的非交换性得出两个定理：如果有单位元1的有限环的阶有一个3次分解，它是可交换的。非交换有单位元1的有限环，如果是一个素数P的3次方，那么这环同构于这素数的伽罗瓦域的上三角2×2矩阵环。
由R.雷格哈文德拉（R. Raghavendra）在1969年对素数P的3次阶方的环的研究得到了进一步发展。在1973年罗伯特·吉尔默和乔·莫特也发表了论文《素数p的3次阶方的结合环》。弗洛尔和威森鮑爾对素数P的3次阶方的环又有推进（1975），明确的结论是通过同构类来进行的。由V.G.安提普金和V.P.艾利查洛夫（1982）写在《西伯利亚数学杂志》（23:457-64）。他们证明：p > 2，数目是p3+50。
综上环结构的研究已有成果如下：
凡素阶环都2个
凡两素素乘阶环都4个
凡素阶环平方都11个
凡素阶环平方与一素数乘阶都22个
8阶环52个
大于是的素数3次方阶环个数为3p + 50

## 韦德伯恩定理
- 韦德伯恩小定理
- 阿廷-韦德伯恩定理
- 约瑟夫·韦德伯恩除给出同阶有限环数目，更进著名的定理---韦德伯恩小定理，声称任何有限除环必然交换（因此是有限域）。
- 纳森·雅各布森后来发现保证环交换的又一条件：

对于环R的任一元素r,如果存在大于1的正整数n,使得下式成立，则必为交换环：
n > 1 如果 rn = r, 则必为交换环。
- n=2，则为布尔环。
- 环为交换环更一搬的条件也于2007年得出。
- 对于有限素环（即单环），从韦德伯恩的1905年和1907年（其中之一是韦德伯恩小定理）定理，结果表明，有限素环论性质相对简单。更具体地说，任何有限单环是同构的q阶有限域的n×n矩阵环。

另一方面，有限单群分类定理是二十世纪数学的一个重大突破，其证明跨越成千上万的杂志页面，这重大突破使有限环的分类难度大为降低。
- n个元素的环不同种类个数有数列:1, 1, 2, 2, 11, 2, 4, 2, 52, 11, 4, 2, 22, 2, 4, 4, 390, 2, 22, 2, 22, 4, 4, 2, 104, 11, 4, 59, 22, 2, 8, 2....